# Tatort: Brandwunden
Brandwunden ist ein Fernsehfilm aus der Kriminalreihe Tatort der ARD und des ORF. Der Film wurde unter der Regie von Detlef Rönfeldt von Radio Bremen produziert und am 26. April 1998 im Programm Das Erste zum ersten Mal gesendet. Für Kriminalhauptkommissarin Inga Lürsen (Sabine Postel) ist es der 2. Fall, in dem sie ermittelt und einen Fall von Brandstiftung zu lösen hat, bei dem ungewollt zwei Menschen zu Tode kamen.

## Handlung
Hauptkommissarin Lürsen wird zu einem Hausbrand gerufen, bei dem ein junges Liebespaar zu Tode gekommen ist.
Hausbesitzer ist der Türke Mehmet Kazim, der allerdings zurzeit mit seiner Familie in Urlaub ist und erst verständigt werden muss. Dabei stellt sich heraus, dass die beiden Toten Freunde  seines Sohnes Erkan waren, die das Haus für ein heimliches Treffen genutzt hatten.
Mehmet Kazim kehrt umgehend aus dem Urlaub zurück und kann sich nicht vorstellen, wer ihm mit dem Brandanschlag schaden wollte. Er lebt schon seit vielen Jahren in Bremen und hat ein gutes Verhältnis zu seinem Umfeld. Beruflich ist er Besitzer von zwei Gemüseläden und hat sich gut in die deutsche Gesellschaft integriert.
Lürsen befragt den Nachbarn, Walter Kruse, der das Feuer zuerst bemerkt hatte und erhält Hinweise auf einen PKW mit Bremer Kennzeichen, der zu einem Erno Lassker führt, der bei der Polizei bereits als Neonazi und Volksverhetzer aktenkundig ist. Er wird festgenommen und verhört, leugnet allerdings mit dem Brand zu tun zu haben. Seinen Wagen hätte er verliehen und weigert sich, seine Freunde preiszugeben. Mit kriminalistischem Geschick findet Lürsen die Namen allein heraus und lässt Rainer Czech und Martin Spengler festnehmen. Zeitgleich versucht auch Erkan Kazim, die Mörder seiner jungen Freunde zu finden und sperrt den für ihn verdächtigen Daniel Viersen, den die Polizei als vierten Beteiligten sucht, aber nicht finden kann, in einem Keller ein. Demzufolge halten sie ihn für dringend tatverdächtig und schreiben ihn zur Fahndung aus.
Neben den verdächtigen Rechtsradikalen überprüft Lürsen auch Altan, den Vater des Mädchens, das bei dem Brand gestorben ist. Er war gegen die Verbindung zu dem jungen Mann und könnte seine Tochter für ihre „Sünde“ bestraft haben. Bei einer erneuten Befragung von Walter Kruse erhält Lürsen einen Hinweis auf junge Täter, was Altan ent- und Erno Lassker belastet. Als Kruse allerdings bei einer Gegenüberstellung einen definitiv Unschuldigen als möglichen Täter identifiziert, kommen Lürsen Zweifel an der Glaubwürdigkeit ihres Hauptzeugen. Mehr und mehr kristallisiert sich heraus, dass den Neonazis die Brandstiftung untergeschoben werden sollte.
Lürsens Assistent Stefan Stoll bringt seine Kollegin auf die Spur eines möglichen Versicherungsbetruges. Kazim und Kruse könnten alles geplant und inszeniert haben, um Geld für Steuerschulden zu beschaffen. Aber auch das scheint ein Irrweg zu sein, denn Kazim war offensichtlich unterversichert.
Volker Kruse, der Sohn des Nachbarn findet einen leeren Benzinkanister in der Garage seines Vaters, den er vor kurzem erst gefüllt hatte. Mit einer Vorahnung spricht er seinen Vater darauf an und muss erfahren, dass er Kazims Haus angezündet hat. Er war erbost, dass sein bisheriger Freund ihm angeblich sein Haus abhandeln wollte. Kruse hatte ein Hilfsangebot falsch verstanden und hat den Urlaub des Nachbarn und den Hass der Neonazis ausgenutzt, um das Haus anzuzünden und eine falsche Spur zu legen. Auch Inga Lürsen findet heraus, dass Kruse offensichtlich nicht die Wahrheit gesagt hatte. Als sie ihn noch einmal befragen will, findet sie ihn erhängt auf dem Dachboden seines Hauses.

## Hintergrund
Der Film wurde von Radio Bremen produziert und in Bremen, Bremerhaven und der Umgebung von Bremen gedreht.

## Rezeption

### Einschaltquoten
Die Erstausstrahlung von Brandwunden am 26. April 1998 wurde in Deutschland insgesamt von 7,04 Millionen Zuschauern gesehen und erreichte einen Marktanteil von 20,03 Prozent für Das Erste.

### Kritik
Kino.de schreibt zu diesem Tatort: „Wird die religiöse Motivation des verdächtigen Vaters auch überzeichnet, so gelingt doch ein guter Umgang mit der Gesamtthematik. Bemerkenswert, dass die Allgemeinheit hier eine zögernde Ermittlung gegen Neonazis unterstellt.“
Die Kritiker der Fernsehzeitschrift TV Spielfilm beurteilen diesem Tatort mittelmäßig: „Ein brisantes Thema. Ein blasser ‚Tatort‘.“